# Leon al VI-lea Filozoful

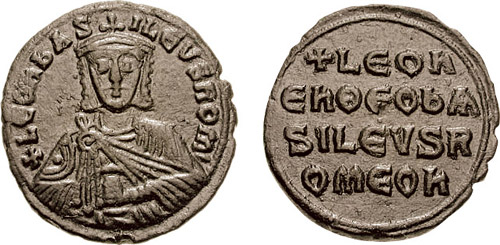
Leon VI, împărat roman de răsărit

Leon al VI-lea Filozoful sau Înțeleptul (n. 19 septembrie 866 d.Hr., Constantinopol, Imperiul Roman de Răsărit – d. 11 mai 912 d.Hr., Constantinopol, Imperiul Roman de Răsărit), a fost împărat bizantin între 886 și 912. Urmând la tron fondatorului dinastiei de Macedonia,  Vasile I, Leon s-a făcut remarcat prin vasta sa cultură, opera de legislator și vocația de scriitor, domnia acestuia fiind o continuare a renașterii macedoneene începute de predecesorul său. Această dezvoltare culturală contrastează cu o serie de eșecuri militare: în Balcani armata bizantină a fost învinsă de bulgari, iar în vest arabii cuceresc ultimul punct de rezistență al imperiului din Sicilia.

## Viața înainte de domnie
Paternitatea lui Leon al VI-lea nu este certă. Mama sa, Evdochia Ingerina, era soția lui Vasile Macedoneanul și în același timp amanta ultimului împărat din dinastia amoriană, Mihail al III-lea, al cărui tron a fost uzurpat în 867 de către Vasile. În 870, a fost numit co-împărat, și a devenit moștenitorul tronului odată cu moartea fratelui său mai mare, Constantin (fiul lui Vasile Macedoneanul din prima căsătorie). Relația dintre Leon al VI-lea și tatăl său nu era una apropiată, celor doi lipsindu-le nu doar asemănarea fizică, ci și ocupațiile și pasiunile: Vasile I era un bun soldat, un bărbat înalt și atletic, dăruit cu o forță fizică debordantă, în timp ce fiul său dădea dovadă de o fire mai degrabă bolnăvicioasă și o predilecție pentru studiu. Nu de puține ori împăratul recurgea la violență în conflictele cu fiul său; la un moment dat l-a arestat învinuind-ul de un presupus complot și cu greu a fost convins să nu îl orbească. Ca atare, la moartea lui Vasile Macedoneanul în 886, într-un accident de vânătoare, existau zvonuri conform cărora bătrânul împărat fusese de fapt victima unei conspirații al lui Leon al VI-lea. A fost elevul patriarhului Fotie la Universitatea înființată de cezarul Bardas în Palatul Magnaura din Constantinopol. 

## Controversa tetragamiei
În timpul domniei lui Leon al VI-lea, continuitatea dinastiei macedoneene s-a confruntat cu o amenințare: rămas văduv de trei ori pănă la vârsta de 35 de ani, împăratul încă nu avea în 901 niciun moștenitor de sex masculin la tron. Cum o a patra căsătorie era strict interzisă de Biserica ortodoxă, ba chiar fusese condamnată de împăratul însuși, Leon a trebuit să dea dovadă de o adevărată măiestrie diplomatică în relație cu puterea ecleziastică pentru ca fiul său, viitorul împărat Constantin al VII-lea Porfirogenetul, să fie considerat moștenitorul de drept al tronului basileilor. Prima soție a lui Leon al VI-lea a fost Teofana Martinakia, canonizată de Biserica ortodoxă pentru numeroasele ei acte de caritate. Tânără foarte credincioasă, consacrată unei vieți de rugăciune și post, ea nu era iubită de către tânărul împărat, care fusese obligat de tatăl său să se căsătorească cu ea în iarna lui 881-882. Relația dintre cei doi soți s-a răcit progresiv, iar pierderea unicului copil în 892 nu a putut decât să o înrăutățească. În 897 trupul slăbit de ascetism al tinerei împărătese cedă, iar odată cu moartea ei Leon al VI-lea era liber să se căsătorească cu amanta sa, Zoe Zaoutzina, fiica lui Stylianos Zaoutzes. Acesta din urmă primi titlul onorific de basileopator (”socru al împăratului”). În 899 și Zaoutzina muri fără să-i dăruiască împăratului moștenitori. Deși a treia căsătorie avea să scandalizeze mulți credincioși, în același an Leon o luă de soție pe Evdochia Baiana, dar nici de această dată norocul nu a fost de partea basileului, Evdochia murind 2 ani mai târziu. În acest moment, situația era deosebit de gravă: fără moștenitor la tron și neputând înfrunta pe față biserica printr-o a patra căsătorie, Leon al VI-lea o luă de amantă pe Zoe Carbonopsina, care în 905 îi dărui un fiu, Constantin. În prealabil, în 901, împăratul îl numi patriarh al Constantinopolului pe Nicolae Misticul, propriul său secretar intim, sperând că acesta îl va ajuta în recunoașterea celui de al patrulea mariaj și a fiului său drept porfirogenet. Patriarhul însuși boteză copilul, dar căsătoria nu fu recunoscută, iar preotul care o oficiase a fost destituit. Împăratul solicită atunci o dispensă din partea Papei de la Roma, care i-a și fost acordată și în 907 îl depune din treaptă pe Nicolae Misticul, învinuindu-l de a conspira alături de Andronic Ducas în răscoala din 906. Călugărul Eftimie, un sfătuitor apropiat lui Leon al VI-lea este înscăunat patriarh, iar căsătoria este în final recunoscută. Constantin al VII-lea Porfirogenetul a fost încoronat co-împărat pe 15 mai 908, la doar 2 ani. Astfel, împăratul asigură în sfârșit viitorul dinastiei macedoneene, care va domni pe tronul Bizanțului până în 1056. Un mozaic din Hagia Sofia îl arată pe împărat prosternat în fața tronului lui Hristos, cerând probabil iertare pentru nelegiuirea celei de a patra căsătorii.

## Politica externă
Pe plan militar, domnia lui Leon al VI-lea a fost mai puțin glorioasă decât cea a altor împărați ai dinastiei macedoneene. Un prim eșec a fost marcat de conflictul bizantino-bulgar din 894-896. Ascultând sfaturile socrului său, Stylianos Zaoutzes, împăratul a mutat piața de bunuri bulgărești din Constantinopol în Tesalonic.  Astfel condițiile favorabile aplicate comercianților bulgari și accesul lor la mărfurile provenite din Orient s-au încheiat: schimburile comerciale realizate acum prin intermediari au impus creșteri semnificative ale taxelor. Țarul Simeon al Bulgariei a reacționat invadând provincia Tracia în 894, într-un moment în care trupele bizantine erau concentrate în Anatolia pentru luptele cu arabii. Împăratul a cerut atunci ajutorul triburilor maghiare, care au atacat granița de nord a Bulgariei; astfel, în 895, țarul Simeon a acceptat un armistițiu. Dar în 896, acesta a apelat la rândul său la pecenegi, împreună cu care a reușit să îi învingă pe bizantini la Boulgarophygon. Leon al VI-lea a trebuit să accepte plata de tribut către țarul Simeon, precum și restabilirea condițiilor avantajoase pentru comercianții bulgari.

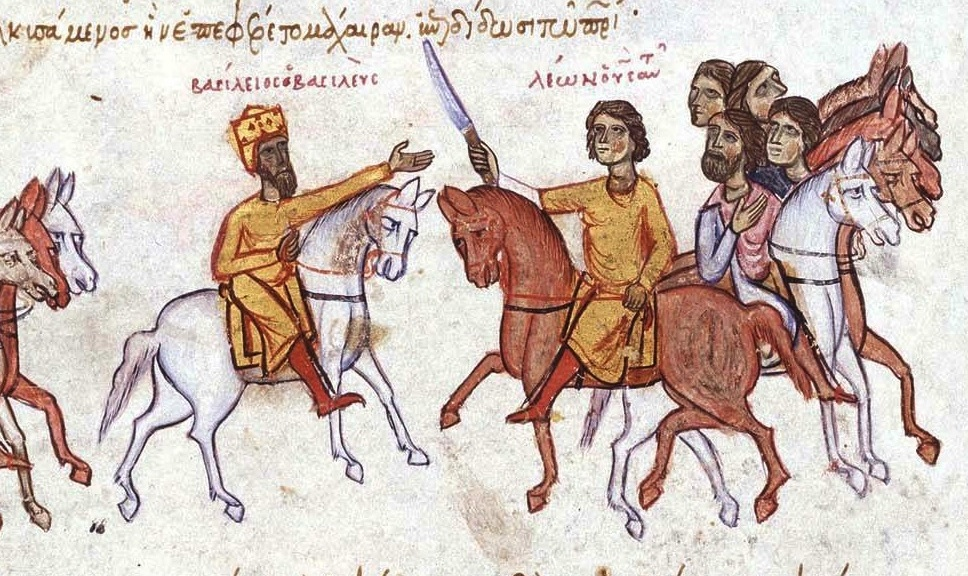
Leon VI (dreapta, pe cal) și tatăl său Vasile I (stânga), dintr-un manuscris de Ioan Skylitzes

În ceea ce privește conflictele cu Califatul Abbasid, deși au fost înregistrate și succese militare (asediul orașului Tarsus în 905, invazia Armeniei în 902, înființarea noii theme a Mesopotamiei), mai semnificative au fost eșecurile: pe 1 august 902 Emiratul de Sicilia a capturat Taormina, ultima rezistență bizantină de pe insulă.  În 907, trupele Rusiei Kievene au atacat Constantinopolul; împăratul le-a achitat o recompensă,  dar după un nou asediu în 911, bizantinii sunt nevoiți să accepte condițiile tratatului comercial impus de prințul Oleg din Novgorod.
O criză militară gravă a afectat domnia lui Leon al VI-lea și în anul 904, atunci când Salonicul, al doilea cel mai mare oraș al imperiului, a fost asediat timp de trei zile de către pirații musulmani. Comandantul acestei flote arabe din Siria și Egipt era un dezertor bizantin convertit la islam, Leon din Tripoli. Atacatorii au părăsit orașul încărcați cu prăzi bogate și cu numeroși prizonieri, printre care și Ioan Kaminiates, cel care a lăsat mărturia scrisă a acestui asediu.

## Politica internă
Una dintre primele decizii pe care le-a luat Leon al VI-lea în calitate de basileu a fost reînhumarea ceremonioasă a osemintelor lui Mihail al III-lea Bețivul în cripta împăraților din Biserica Sfinților Apostoli. Acest gest a încurajat răspândirea zvonurilor conform cărora împăratul se considera fiul lui Mihail, iar nu al lui Vasile Macedoneanul. Odată ajuns împărat, Leon s-a înconjurat de înalți funcționari: Stylianos Zaoutzes, tatăl amantei sale și eunucul Samonas, un arab convertit la creștinism, care a fost și nașul de botez al fiului său. Influența lui Samonas la curte a devenit foarte mare mai ales după moartea lui Zaoutzes în 899.
În relație cu Biserica, Leon al VI-lea s-a remarcat prin implicarea în depunerea și înscăunarea mai multor patriarhi, precum și prin schisma produsă de problema tetragamiei. Odată ajuns pe tron, împăratul l-a exilat pe fostul său maestru, patriarhul Fotie, cel care este posibil să fi influențat în defavoarea lui Leon relația acestuia cu Vasile I, tatăl său. În locul lui Fotie, l-a ales patriarh pe propriul său frate, Ștefan, care, la moartea sa, în 893, a fost înlocuit de Antonie al II-lea. Când scaunul a fost vacantat prin moartea lui Antonie în 901, secretarul intim al lui Leon, Nicolae Misticul, a fost înscăunat.  Acesta din urmă refuza să recunoască legitimitatea fiului împăratului (Constantin al VII-lea), fapt la care contribuia și opoziția celorlalți episcopi, așa că în 907 a fost depus și înlocuit cu duhovnicul lui Leon, călugărul Eftimie, care a recunoscut și căsătoria și l-a încoronat pe micul Constantin co-împărat. Cu toate acestea, împăratul Leon a trebuit să facă față revoltei stârnite printre episcopi de îndepărtarea lui Nicolae Misticul.
Leon al VI-lea este ctitorul Bisericii Sfântul Lazăr din Larnaca, Cipru. 

## Opera literară și legislativă
Leon al VI-lea a continuat și desăvârșit Basilika sau ”Legea imperială”, proiectul început de tatăl său, care viza traducerea din latină în greacă și actualizarea Corpus juris civilis, cele patru colecții de legi alcătuite de către Împăratul Justinian cel Mare între 529 și 534 și care au avut un rol determinant în organizarea sistemului juridic european. Noile contribuții au fost concentrate în două lucrări: Epanagoge și Prochiron. Acestea reglementau atât legea ecleziastică (canonică), cât și pe cea seculară. Noile legi care se adăugau acestora în funție de necesitățile practice ale statului purtau denumirea de Novellae, adică ”noile legi”. Tot în timpul domniei sale au fost concepute: Cartea Eparhului, care conține o serie de reglementări comerciale și Kletorologion, o descriere a funcțiilor, rangurilor și protocolului de la curtea imperială.
Dar activitatea sa nu s-a rezumat la opera legislativă, Leon fiind totodată autorul a numeroase poeme, imnuri liturgice (Stihirile Învierii de la slujba Utreniei Duminicii îi sunt atribuite); se pare că împăratul însuși obișnuia să urce în amvon pentru a predica. A fost, de asemenea, autorul sau cel puțin sponsorul unui manual militar, Taktika.

## Vezi si
- Kletorologion